# Kunsthalle Friart Fribourg
Kunsthalle Friart Fribourg est un centre d'art contemporain situé à Fribourg en Suisse.

## Origines
Le projet de doter la ville de Fribourg d'un centre d'art contemporain est apparu à la suite du succès rencontré par l'exposition Fri-Art 81 organisée en 1981 à l'occasion des festivités du demi-millénaire de l'entrée du canton de Fribourg dans la Confédération suisse. Le Centre d'Art est inauguré le 10 novembre 1990 à l'initiative de l'association Fri-Art, fondée par Michel Ritter. La première exposition présentait une performance de l'artiste irlandaise Tara Babel et la projection de films de Roman Signer.
Depuis sa fondation en 1981, Friart a organisé plus de 160 expositions et 30 projets hors-les-murs, ainsi qu’un riche programme de conférences, discussions et performances. Friart a acquis une réputation internationale pour son esprit aventureux et la portée globale d’un programme curatorial qui met en avant des artistes émergents, suisse·s et internationaux, et présente des enquêtes historiques visant à la (re-)découverte d’artistes et d’œuvres minorées, d’histoires parallèles, de cultures et d’expressions alternatives.

## Lieu
Le centre d'art prend ses quartiers dans une ancienne cartonnerie du XIXe siècle, plus tard reconvertie en asile de nuit. Le bâtiment se situe dans le quartier médiéval de la Neuveville, entre la station inférieure du funiculaire et les rives de la Sarine.

## Direction
- 1981 - 2002 : Michel Ritter
- 2002 - 2007 : Sarah Zürcher
- 2007 - 2012 : Corinne Charpentier[2]
- 2013 - 2021 : Julia Crottet (direction administrative)
- 2013 - 2019 : Balthazar Lovay[3]
- 2019 - en cours : Nicolas Brulhart (direction artistique)[4]
- 2021 - en cours : Estelle Negro (direction administrative)